# Miargirita
La miargirita és un mineral de la classe dels sulfurs. Va ser descoberta l'any 1824 en una mina del districte de Freiberg, a la serralada dels Muntanyes Metal·líferes en l'estat de Saxònia (Alemanya). Rep el seu nom del grec meion, menor, i argiros, argent, per tenir menor contingut en plata que la pirargirita, mineral amb el qual sovint es confon.

## Característiques
Químicament és un sulfur doble d'argent, antimoni. És polimorfa amb la baumstarkita i amb la cuboargirita, dos minerals que tenen la mateixa fórmula (AgSbS₂) que la miargirita, però mentre aquesta cristal·litza en el sistema monoclínic, la baumstarkita ho fa en el sistema cristal·lí triclínic i la cuboargirita en el sistema cúbic. Sovint forma cristalls estriats amb reflexos interns de color vermell fosc. Els cristalls són difícils d'orientar i sovint es formen boles de cristalls de pocs centímetres. A més dels elements de la seva fórmula, sol portar impureses de ferro i arsènic. Pot ser usada com a mena de plata.
Segons la classificació de Nickel-Strunz, la miargirita pertany a «02.HA: Sulfosals de l'arquetip SnS, Amb Cu, Ag, Fe (sense Pb)» juntament amb els següents minerals: calcostibita, emplectita, berthierita, garavellita, clerita, aramayoïta i baumstarkita.

## Formació i jaciments
La miargirita es forma mitjançant l'alteració hidrotermal a baixa temperatura, en filons de jaciments de minerals sulfurs rics en argent. Sol trobar-se associada a altres minerals com: baumstarkita, proustita, pirargirita, polibasita, plata nativa, galena, esfalerita, pirita, quars, calcita o barita.